# Священническое братство Святого Карло Борромео
Священническое братство Святого Карло Борромео (лат. Sacerdotalis fraternitas missionariorum a Sancto Carolo Borromeo, FSCB) — братство католических священников-миссионеров. Канонический статус братства согласно Кодексу канонического права Католической церкви: Общество апостольской жизни папского права.

## История
Братство миссионеров св. Карла родилось из харизмы церковного Движения «Общение и освобождение» («Comunione e liberazione», CL) и связано с личностью священника Массимо Камизаска, будущего основателя братства. Являясь членом движения CL отец Массимо начал осознавать своё призвание к священству и разговаривал об этом с отцом Джуссани (основателем движения). В поисках священнической общины он был принят миссионерами епархии Бергамо. Там же, в 1975 году, он был рукоположен во священники. Из дружбы отца Массимо с некоторыми другими священниками из Бергамо стала рождаться идея братства св. Карла.
В начале 80-х годов эта небольшая группа священников попросила у кардинала Уго Полетти помощь в основании ассоциации священников и подготовке молодых людей к миссионерской деятельности. 14 сентября 1985 отец Массимо Камизаска был избран настоятелем новой ассоциации, и вместе с другими священниками он основал в Риме духовную семинарию. Так начиналось братство, в которое на тот момент входило 7 священников и 10 семинаристов.
В 1989 братство получило признание как Общество апостольской жизни епархиального права. И тогда же был рукоположен во священники первый из воспитанников братства.
В 90-е годы началось распространение домов братства, как по Италии, так и по всему миру.
19 марта 1999 года братство было признано папой Иоанном Павлом II как общество апостольской жизни понтификального (папского) права.
В сентябре 2003 в Мексике открылось латиноамериканское отделение духовной семинарии братства, которое сейчас находится в Сантьяго-де-Чили.
29 сентября 2012 папа Бенедикт XVI назначает отца Массимо главой епархии Реджо-Эмилия-Гвасталлы. 1 февраля 2013 года новым настоятелем Братства избран отец Паоло Соттопьетра.

## Духовность
Духовность священнического братства — это прежде всего духовность движения CL и харизма его основателя, отца Луиджи Джуссани. Воспитание и образование в семинарии св. Карла — это продолжение того религиозного опыта, который молодые люди уже начали приобретать, встретив движение «Comunione e Liberazione». Как внутри движения, так и в семинарии, весь путь к зрелости веры и призвания строится на свободе, авторитете и дружбе.
Братство с самого начала своего возникновения характеризовалось следующими отличительными чертами:
- общинность и взаимная поддержка на пути к призванию;
- личная готовность к миссионерской деятельности.

Миссионеры братства, куда бы они не были посланы, живут одной общиной и по возможности поддерживают контакт и общение с теми епархиальными священниками, которые служат одни в своих приходах.
Покровителем братства является св. Иосиф. Ему особым образом посвящены дома братства, находящиеся в разных странах мира.
Присвоение братству имени св. Карла связано с личными обстоятельствами основателя, отца Массимо. В годы Второй Мировой Войны его семья переехала в места, расположенные у озера Лаго-Маджоре, места, которые тесно связаны с историей семьи Карла Борромео. Кроме того отец Массимо был рукоположен в день памяти этого святого — 4 ноября. Любовь ко Христу сделала св. Карла великим реформатором Церкви, а из радикальности его обращения рождался реализм и необыкновенное внимание к человеку, а также умение сопровождать другого на его пути к своему предназначению. Все это очень ценится священническим Братством, и выбор имени этого святого говорит о желании, чтобы св. Карл испрашивал у Бога для Братства дар полной самоотдачи и самоотверженности.

## Деятельность миссионеров св. Карла Борромео
Священники братства посылаются в разные уголки мира с одной целью — проповедовать о Христе, в духе того воспитания, которое они получили в движении CL, а затем и в семинарии братства св. Карла. Одни из них работают в приходах, другие в образовательных учреждениях — в школах или ВУЗах. Сейчас братство представлено в приблизительно 20 странах мира. Священников св. Карла можно встретить и в России — главным образом, в Новосибирске и Москве.